# Bundesratswahl 2007

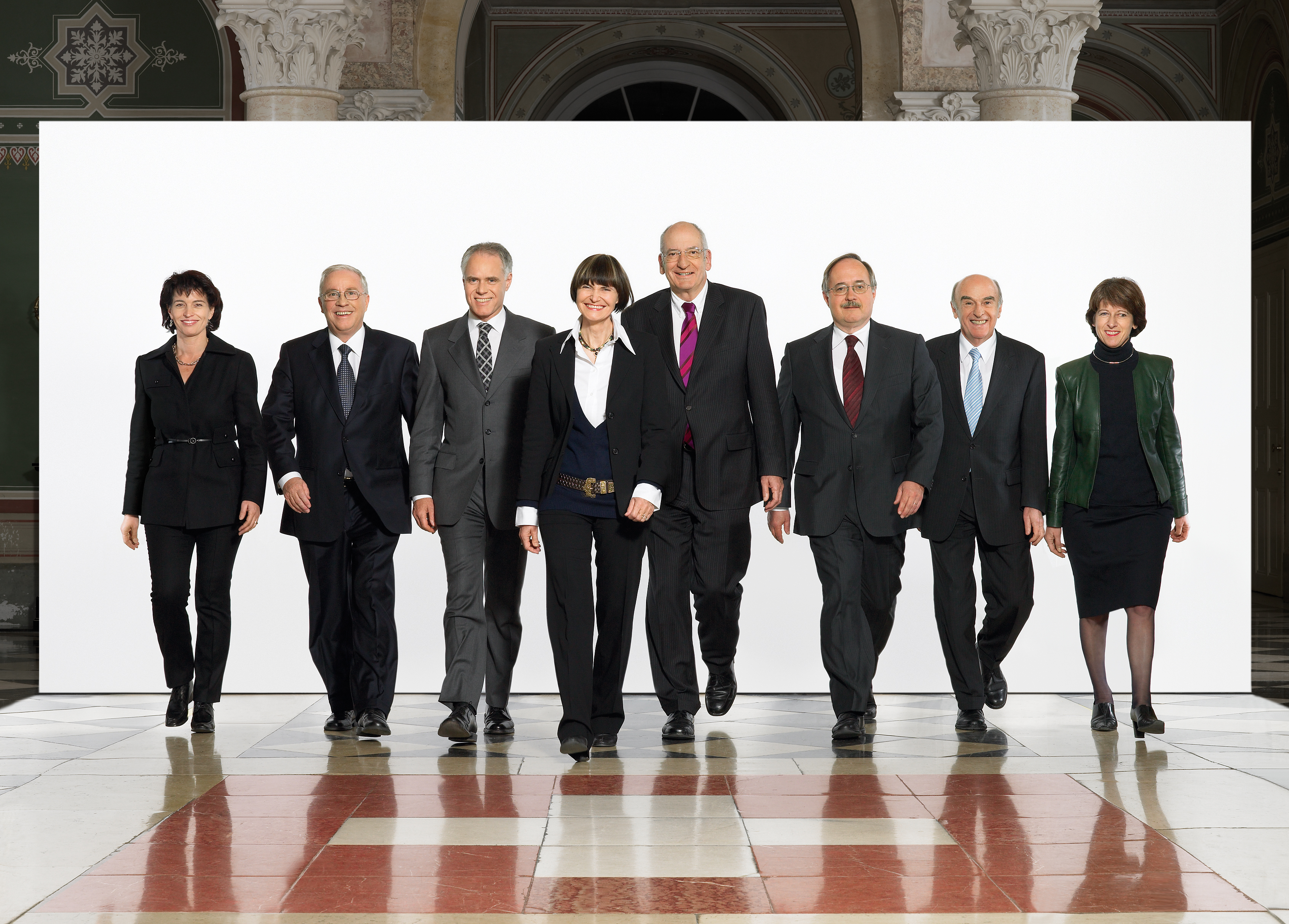
Der bisherige Bundesrat v. l. n. r.: Doris Leuthard, Christoph Blocher, Moritz Leuenberger, Micheline Calmy-Rey, Pascal Couchepin, Samuel Schmid, Hans-Rudolf Merz, Bundeskanzlerin Annemarie Huber-Hotz

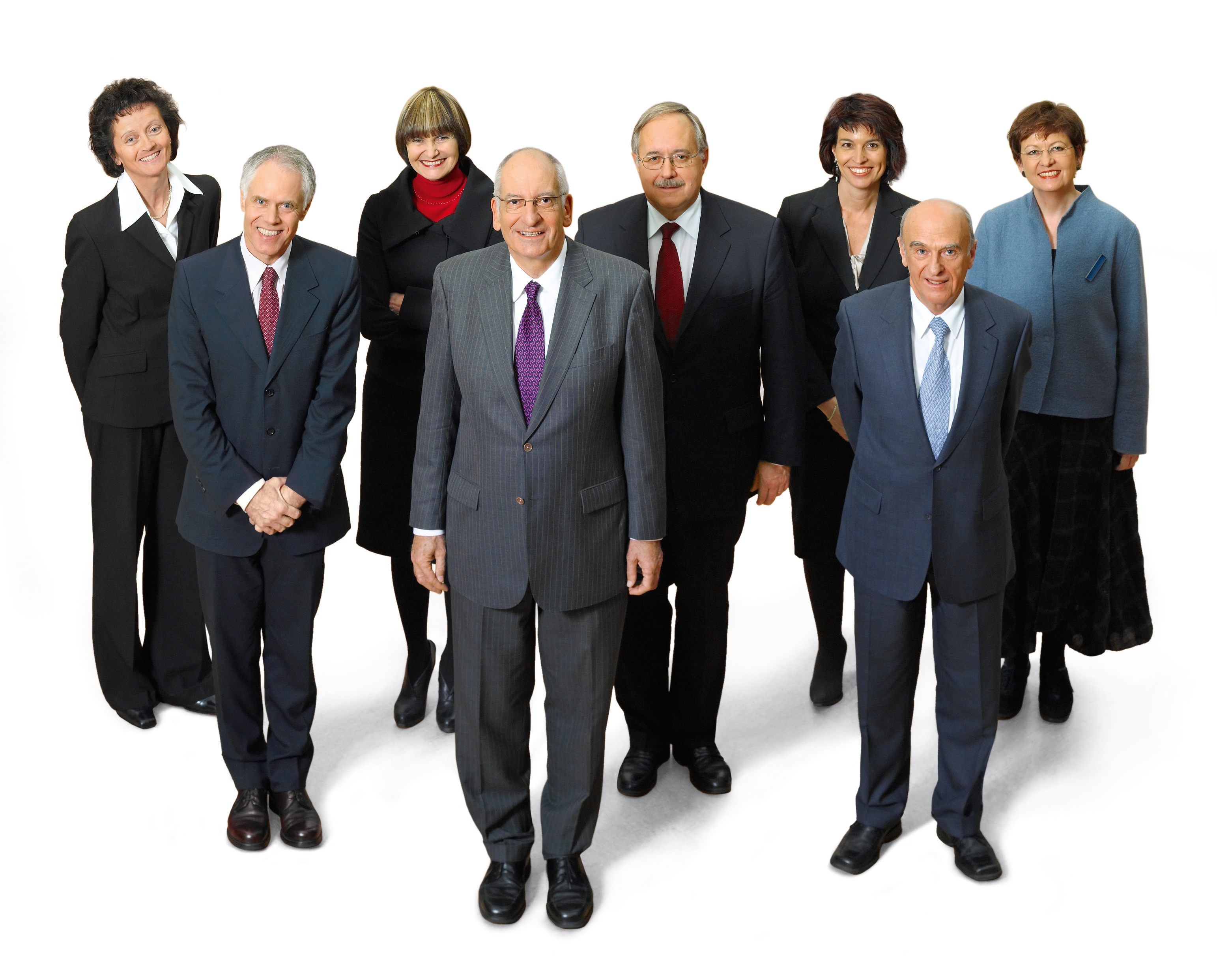
Besetzung von 2008 v. l. n. r.: Eveline Widmer-Schlumpf, Moritz Leuenberger, Micheline Calmy-Rey, Pascal Couchepin, Samuel Schmid, Doris Leuthard, Hans-Rudolf Merz, Bundeskanzlerin Corina Casanova

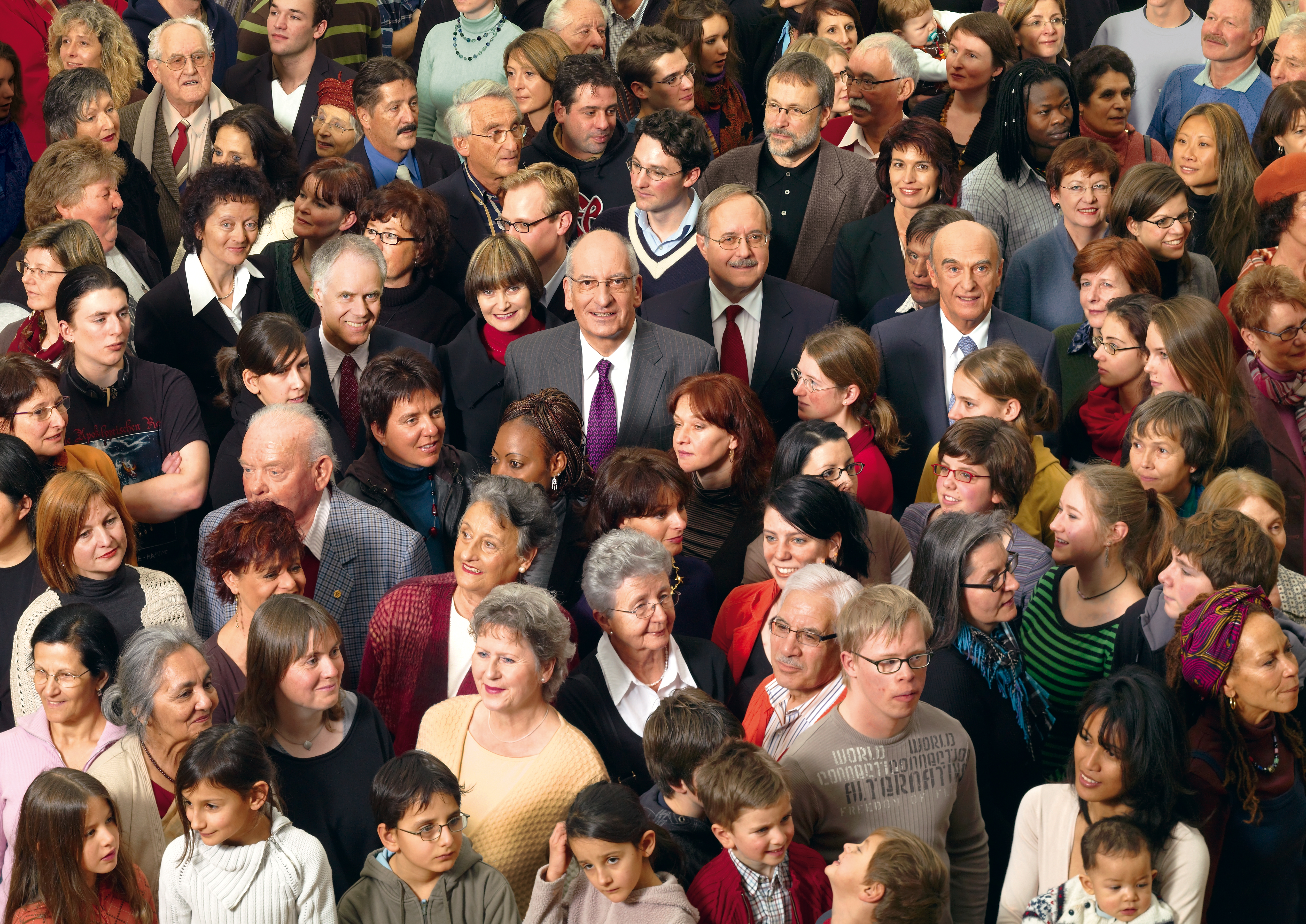
Offizielles Bundesratsfoto 2008

Am 12. Dezember 2007 fanden in der Schweiz die Gesamterneuerungswahlen des Bundesrates statt. Die Vereinigte Bundesversammlung (beide Kammern des neu gewählten Parlaments) wählte die Schweizer Regierung, den Bundesrat, für die Amtszeit zwischen 2008 und 2011. Die Sitze wurden einzeln in der Reihenfolge des Amtsalters der Sitzinhaber bestellt. Sämtliche bisherigen Bundesräte kandidierten für eine neue Amtszeit. Im Normalfall werden amtierende Bundesräte wiedergewählt. Bisher wurden erst drei Regierungsmitglieder nicht wiedergewählt, nach über hundert Jahren letztmals 2003, als die CVP einen Sitz an die SVP mit ihrem Sprengkandidaten Christoph Blocher verlor.
Es wurden alle Bundesräte ausser Christoph Blocher in ihrem Amt bestätigt. Dieser verlor die Wahl zu Gunsten von Eveline Widmer-Schlumpf (SVP) als Sprengkandidatin der Mitte-links-Parteien. Diese hat die Wahl am 13. Dezember 2007 angenommen.

## Strategien der Fraktionen
- SVP-Fraktion: Die SVP bekannte sich im Vorfeld der Wahlen zur Konkordanz. Sie versteht darunter, dass die drei stärksten Parteien 2 und die viertstärkste Partei einen Sitz stellen kann (was die anderen Parteien auch anerkennen) und diesen Vertreter selbst bestimmen darf (was jedoch weder den Gepflogenheiten entspricht noch von den anderen Parteien akzeptiert wird). Im Falle der Nicht-Wiederwahl eines ihrer Bundesräte drohte sie, sich aus dem Bundesrat zurückzuziehen und in die Opposition zu gehen. Nachdem die SVP zuerst angekündigt hatte, die Kandidaten der anderen Parteien zu wählen, gab sie bekannt, jene Parteien nicht zu unterstützen, welche Christoph Blocher nicht wählen wollten, namentlich die SP und die CVP.
- SP-Fraktion: Die SP befürwortete die Konkordanz grundsätzlich; der SVP-FDP-Block (4 Sitze) entspreche aber nicht dem Wähleranteil. Deshalb machte sie im Vorfeld der CVP ein Angebot, ihr auf Kosten der FDP einen zweiten Sitz zurückzugeben. Ausserdem kündigte sie an, den bisherigen SVP-Bundesrat Christoph Blocher nicht zu wählen. Ob sie statt ihm einen anderen SVP-Kandidaten oder auch einen Kandidaten einer anderen Partei wählen würde, war vorerst unklar. Am Vorabend der Wahl war klar, dass die SP-Fraktion alle Bundesräte ausser Christoph Blocher wiederwählen wird. Am Morgen der Wahl portierte die SP die Bündner SVP-Regierungsrätin Eveline Widmer-Schlumpf.
- CVP/EVP/glp-Fraktion: Im Vorfeld der Wahlen meldeten sich aus den Reihen der CVP unterschiedliche Stimmen. Parteipräsident Christophe Darbellay stellte sich für den Bedarfsfall als Kandidat zur Verfügung.[1] An der Fraktionssitzung vom 11. Dezember wurde jedoch entschieden, keinen offiziellen Kandidaten gegen einen bisherigen Bundesrat aufzustellen. Eine Mehrheit beabsichtigte aber, Christoph Blocher nicht zu unterstützen. Darbellay half in der Folge mit, die Wahl von Widmer zu koordinieren.
- FDP-Fraktion: Die FDP wollte alle bisherigen Bundesräte wiederwählen. Nach den Parlamentswahlen regte FDP-Präsident Fulvio Pelli an, SP, FDP und SVP sollten je ihren amtsältesten Bundesrat zurückziehen, um eine Erneuerung der Landesregierung auf der Basis der Konkordanz zu ermöglichen. Diese Idee setzte sich nicht durch.
- Grüne Fraktion: Die Grünen erhoben Anspruch auf einen Sitz im Bundesrat und portierten offiziell Luc Recordon als Kandidaten für den Sitz von Christoph Blocher. Dies wurde mehrheitlich als taktisches Manöver angesehen, um Druck gegen Blocher aufzubauen. Nachdem es eine Übereinkunft für die Wahl von Eveline Widmer-Schlumpf gab, unterstützten sie diese Kandidatur und zogen Luc Recordon zurück.

## 1. Wahl (Sitz von Moritz Leuenberger)

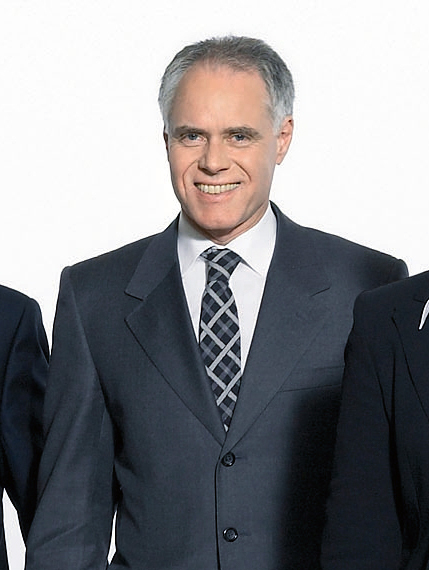
Moritz Leuenberger

Als erster stellte sich der amtsälteste Bundesrat, Moritz Leuenberger, Mitglied der SP und Vorsteher des Eidgenössischen Departementes für Umwelt, Verkehr, Energie und Kommunikation (UVEK), zur Wahl.
Seine Wiederwahl war im Voraus schon unumstritten. Er trat ohne Gegenkandidat an und wurde, bei 64 Enthaltungen und 4 ungültigen Wahlzetteln, bei 246 eingegangenen Wahlzetteln und einem absoluten Mehr von 90, mit 157 Stimmen wiedergewählt.
Da die SVP zuvor schon mitgeteilt hatte, nicht für ihn zu stimmen, konnte er sein hohes Resultat von 2003 nicht mehr erreichen.
|                         | 1. Wahlgang |
| ----------------------- | ----------- |
| ausgeteilte Wahlzettel  | 246         |
| eingegangene Wahlzettel | 246         |
| leer/ungültig           | 64/4        |
| gültig Total            | 178         |
| absolutes Mehr          | 90          |
| Moritz Leuenberger      | 157         |
| Verschiedene            | 21          |

## 2. Wahl (Sitz von Pascal Couchepin)

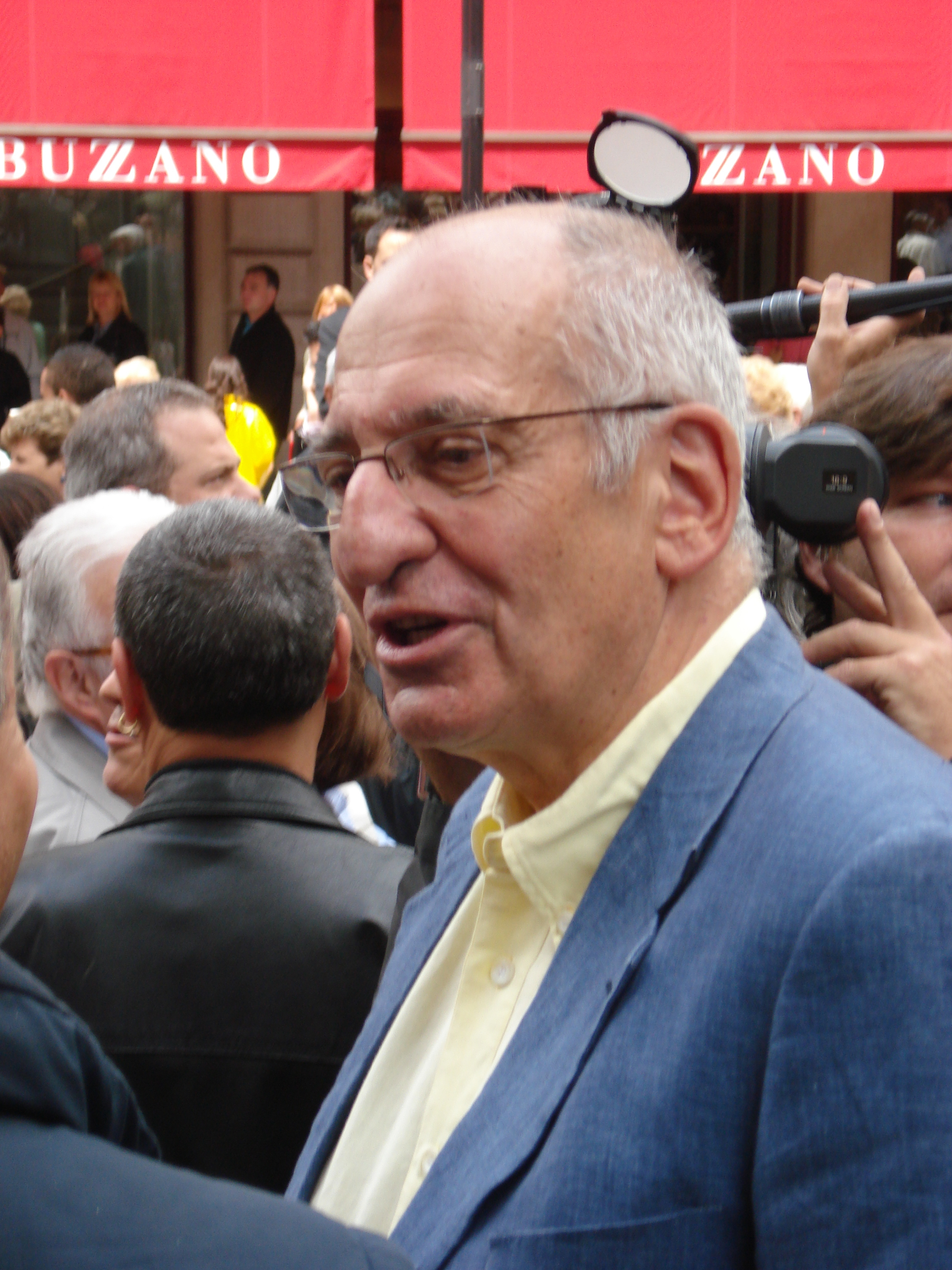
Pascal Couchepin

Als Zweiter stellte sich Bundesrat Pascal Couchepin (FDP), Vorsteher des Eidgenössischen Departementes des Innern (EDI), zur Wiederwahl.
Obwohl der zweite Sitz der FDP nicht unbestritten war und Couchepin in Umfragen bei der Bevölkerung schlechte Resultate erhielt, schien seine Wiederwahl sicher. Es wurde vermutet, dass Couchepin nach seinem Jahr als Bundespräsident zurücktreten würde.
Mit dem zweitbesten Wahlresultat seit 1991 bei Bundesratswahlen wurde Pascal Couchepin im ersten Wahlgang wiedergewählt.
|                         | 1. Wahlgang |
| ----------------------- | ----------- |
| ausgeteilte Wahlzettel  | 246         |
| eingegangene Wahlzettel | 246         |
| leer/ungültig           | 13/2        |
| gültig Total            | 231         |
| absolutes Mehr          | 116         |
| Pascal Couchepin        | 205         |
| Verschiedene            | 26          |

## 3. Wahl (Sitz von Samuel Schmid)

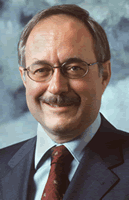
Samuel Schmid

Auch Bundesrat Samuel Schmid (SVP), Vorsteher des Eidgenössischen Departementes für Verteidigung, Bevölkerungsschutz und Sport (VBS), stellte sich zur Wiederwahl.
Auch diese war unbestritten.
|                         | 1. Wahlgang |
| ----------------------- | ----------- |
| ausgeteilte Wahlzettel  | 244         |
| eingegangene Wahlzettel | 244         |
| leer/ungültig           | 21/4        |
| gültig Total            | 219         |
| absolutes Mehr          | 110         |
| Samuel Schmid           | 201         |
| Verschiedene            | 18          |

## 4. Wahl (Sitz von Micheline Calmy-Rey)

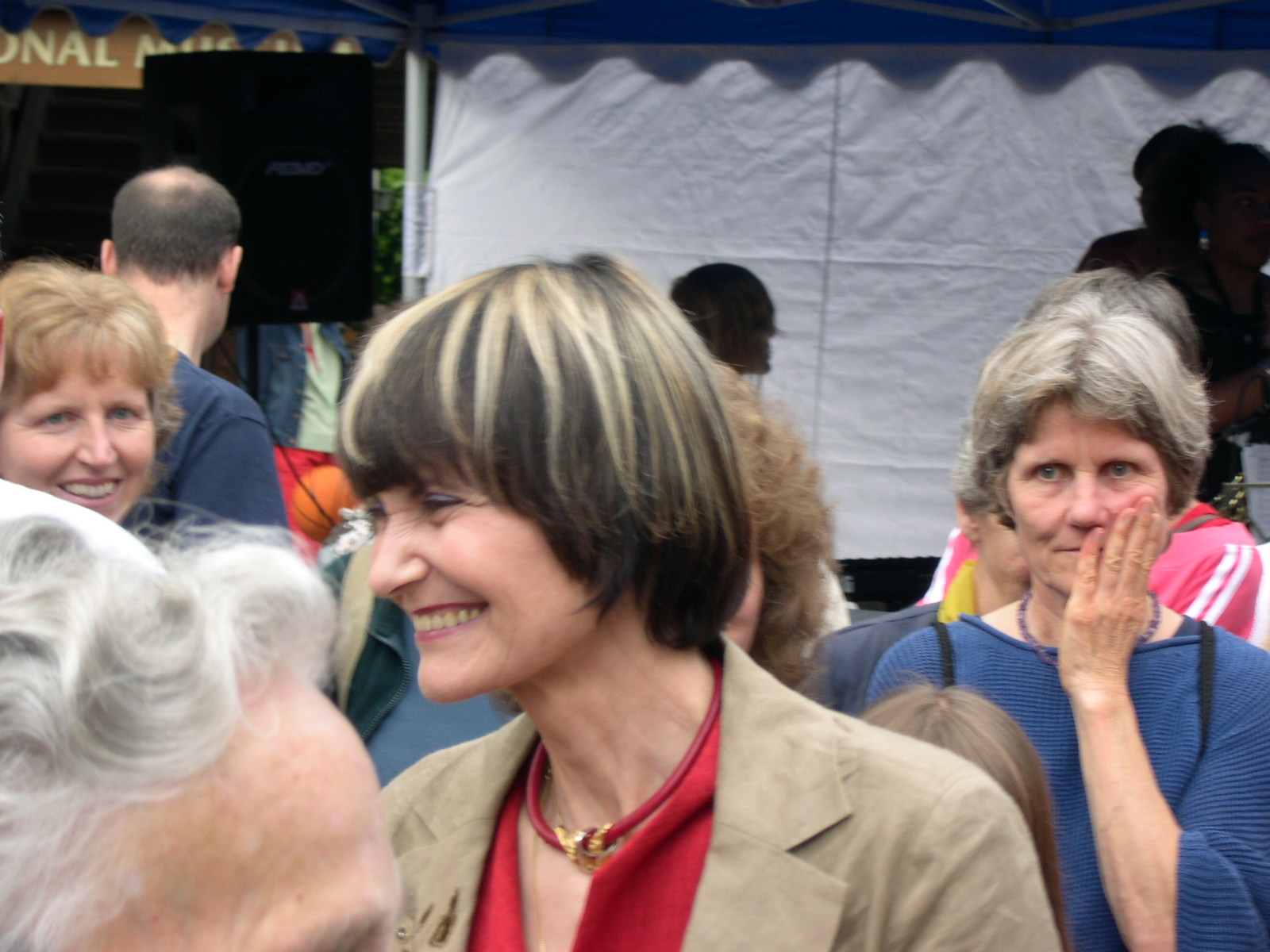
Micheline Calmy-Rey

Als nächste war die Bundespräsidentin 2007, Micheline Calmy-Rey (SP), Vorsteherin des Eidgenössischen Departementes für auswärtige Angelegenheiten (EDA), an der Reihe.
Micheline Calmy-Rey wurde im ersten Wahlgang wiedergewählt.
Wie schon zuvor bei der Wahl von Bundesrat Moritz Leuenberger enthielten sich die meisten Mitglieder der SVP der Stimme.
|                         | 1. Wahlgang |
| ----------------------- | ----------- |
| ausgeteilte Wahlzettel  | 246         |
| eingegangene Wahlzettel | 246         |
| leer/ungültig           | 65/1        |
| gültig Total            | 180         |
| absolutes Mehr          | 91          |
| Micheline Calmy-Rey     | 153         |
| Verschiedene            | 27          |

## 5. Wahl (Sitz von Christoph Blocher)
Darauf stand Bundesrat Christoph Blocher (SVP), Vorsteher des Eidgenössischen Justiz- und Polizeidepartementes (EJPD), zur Wiederwahl an. Im ersten Wahlgang verfehlte er mit 111 Stimmen die Mehrheit und wurde somit nicht vom Parlament bestätigt. Eveline Widmer-Schlumpf erreichte 116 Stimmen. Da das absolute Mehr bei 120 Stimmen lag, wurde ein zweiter Wahlgang angesetzt. In diesem erreichte Widmer-Schlumpf mit 125 Stimmen das absolute Mehr (122 Stimmen), womit Christoph Blocher nicht wiedergewählt war. Die SVP beantragte nach dem Bekanntwerden dieses Ergebnisses eine Unterbrechung der Wahlen, die jedoch nicht gewährt wurde.
Für den Fall einer Nicht-Wiederwahl von Christoph Blocher hatte die SVP den Rückzug aus der Landesregierung angekündigt. Der bereits gewählte Bundesrat Samuel Schmid liess sich aber – wie von seiner Seite ebenfalls bereits vorgängig angekündigt – dennoch für eine weitere Amtszeit vereidigen. Widmer-Schlumpf, die in Bern gar nicht selbst anwesend war, verlangte einen Tag Bedenkzeit und erklärte am 13. Dezember 2007 die Annahme der Wahl. Daraufhin wurde sie aus der SVP ausgeschlossen und gründete ihre eigene Partei, die BDP. Diese existierte bis 2020, als sie durch eine Fusion mit der CVP in der Partei Die Mitte aufging.
|                         | 1. Wahlgang | 2. Wahlgang |
| ----------------------- | ----------- | ----------- |
| ausgeteilte Wahlzettel  | 246         | 246         |
| eingegangene Wahlzettel | 246         | 246         |
| leer/ungültig           | 6/2         | 4/0         |
| gültig Total            | 238         | 242         |
| absolutes Mehr          | 120         | 122         |
| Christoph Blocher       | 111         | 115         |
| Eveline Widmer-Schlumpf | 116         | 125         |
| Verschiedene            | 11          | 2           |

## 6. Wahl (Sitz von Hans-Rudolf Merz)

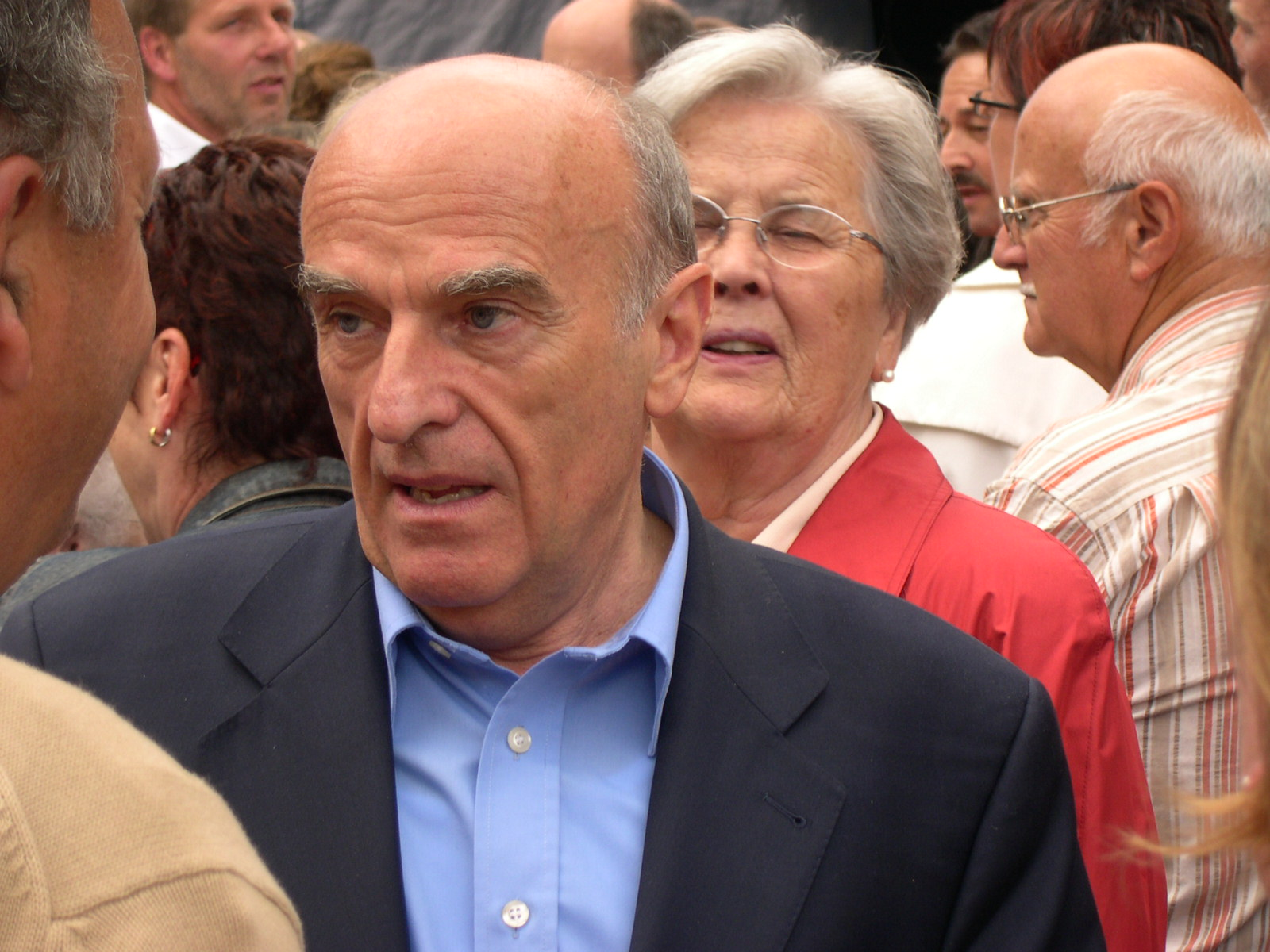
Hans-Rudolf Merz

Als Sechster stellte sich Bundesrat Hans-Rudolf Merz (FDP), Vorsteher des Eidgenössischen Finanzdepartementes (EFD), zur Wiederwahl.
Auch bei ihm war eine Abwahl zu Gunsten eines Sitzes der CVP oder der Grünen nicht auszuschliessen, da das Anrecht der FDP auf einen zweiten Sitz umstritten war. Ebenfalls denkbar war, dass die SVP nun mit Christoph Blocher (nach seiner Nicht-Wiederwahl in der vorangegangenen Wahl) gegen Hans-Rudolf Merz antreten würde.
Allerdings trat keines dieser Szenarien ein.
|                         | 1. Wahlgang |
| ----------------------- | ----------- |
| ausgeteilte Wahlzettel  | 246         |
| eingegangene Wahlzettel | 244         |
| leer/ungültig           | 8/3         |
| gültig Total            | 233         |
| absolutes Mehr          | 117         |
| Hans-Rudolf Merz        | 213         |
| Verschiedene            | 20          |

## 7. Wahl (Sitz von Doris Leuthard)

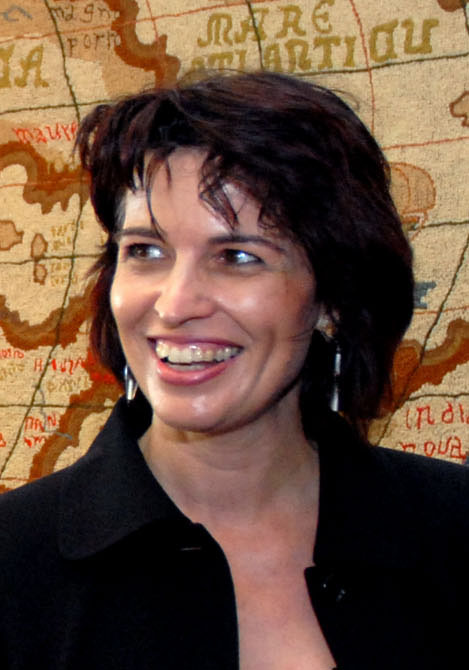
Doris Leuthard

Zuletzt stand Bundesrätin Doris Leuthard (CVP), Vorsteherin des Eidgenössischen Volkswirtschaftsdepartementes (EVD), zur Wahl an.
Sie wurde von allen Fraktionen ausser der SVP unterstützt und wurde gewählt.
|                         | 1. Wahlgang |
| ----------------------- | ----------- |
| ausgeteilte Wahlzettel  | 245         |
| eingegangene Wahlzettel | 244         |
| leer/ungültig           | 49/4        |
| gültig Total            | 191         |
| absolutes Mehr          | 96          |
| Doris Leuthard          | 160         |
| Christoph Blocher       | 12          |

## Wahl der Bundeskanzlerin
Bundeskanzlerin Annemarie Huber-Hotz (FDP) trat zurück. Deshalb wurde eine Neubesetzung nötig. Folgende Kandidaten wurden vorgeschlagen:
- Corina Casanova, Kandidatin CVP
- Nathalie Falcone, Kandidatin SVP
- Markus Seiler, Kandidat FDP

Corina Casanova wurde mit 124 Stimmen im ersten Wahlgang gewählt. Nathalie Falcone und Markus Seiler erzielten 64 bzw. 52 Stimmen. Es gingen 246 Wahlzettel ein, wovon zwei leer und keiner ungültig war. Das absolute Mehr betrug 123.

## Wahl des Bundespräsidenten und des Vize-Bundespräsidenten
Nach der Wahl der Bundesräte wählte die Bundesversammlung den Bundespräsidenten für das Jahr 2008. Turnusgemäss war der damalige Vizepräsident Pascal Couchepin an der Reihe, dessen Stellvertreter hätte Christoph Blocher im Falle seiner Wahl werden sollen. Bundesrat Pascal Couchepin wurde mit 197 Stimmen zum Bundespräsidenten gewählt. Die Wahl des Vizepräsidenten wurde auf den Folgetag verschoben, da noch nicht sicher war, ob Christoph Blocher definitiv abgewählt worden war. Nachdem Widmer-Schlumpf am 13. Dezember ihre Wahl angenommen hatte, wurde Hans-Rudolf Merz mit 193 Stimmen zum neuen Vizepräsidenten gewählt.

## Folgen in der SVP
Der Wahlausgang hatte zur Folge, dass die SVP-Fraktion ihre Bundesräte Eveline Widmer-Schlumpf und Samuel Schmid aus der SVP-Fraktion ausschloss, d. h. sie nicht mehr an den Fraktionstreffen teilnehmen liess. Sie kündigte an, sich von ihnen nicht in der Regierung vertreten zu fühlen und einen bedingungslosen Oppositionskurs einzuschlagen. Da aber nicht alle Exponenten diese Politik mittragen wollten, stand die SVP vor einer Zerreissprobe. Juristisch gesehen hatte der Fraktionsausschluss dagegen keine Bedeutung, da gemäss Artikel 61 des Parlamentsgesetzes ohnehin nur Stände- und Nationalräte Mitglieder einer Fraktion sein können und Bundesräte deshalb keiner Fraktion angehören.

## Folgen für das Regierungssystem
Erstmals in der Geschichte der Schweizerischen Eidgenossenschaft trug die grösste Fraktion die Regierung nicht mit. Durch die gut ausgebildeten Volksrechte (Volksinitiativen, Referenden) hätte die Opposition starke Mittel zur Verfügung, die die Politik blockieren könnten. Allerdings war die SVP dabei nicht sehr erfolgreich, weshalb sie versuchte, Samuel Schmid zum Rücktritt zu bewegen, um ihre Opposition vorzeitig zu beenden (siehe Bundesratswahl 2008).